# Sheamus
Stephen Farrelly, meglio conosciuto con il ring name Sheamus (Dublino, 28 gennaio 1978), è un wrestler irlandese sotto contratto con la WWE.
In carriera ha detenuto tre volte il WWE Championship, una volta il World Heavyweight Championship, tre volte lo United States Championship, quattro volte il Raw Tag Team Championship e una volta lo SmackDown Tag Team Championship (entrambi con Cesaro); ha inoltre vinto l'edizione 2010 del King of the Ring, l'edizione 2012 del royal rumble match e l'edizione 2015 del Money in the Bank.
Prima di trasferirsi negli Stati Uniti nel 2006, ha lottato per molti anni in alcune federazioni del circuito indipendente europeo.

## Carriera

### Circuito indipendente (2002–2006)
Stephen Farrelly debutta nella Irish Whip Wrestling nel 2002 con il ring name "Sheamus O'Shaunessy", ma viene subito fermato per un serio infortunio al collo che lo terrà lontano dal ring per due anni. Torna nel 2004 sempre nella IWW e dopo poco tempo conquista il suo primo titolo, l'Irish Whip Wrestling International Heavyweight Championship, appena creato. Iniziò poi una faida con Darren Burridge, che gli costò il titolo in un match contro D-Lo Brown. In seguito sconfisse Burridge e vinse la faida.
Conquistò il titolo per una seconda volta difendendolo contro wrestler quali D-Lo Brown e Vampiro. Lottò poi per la All Star Wrestling dove però non vinse nessun titolo.

### World Wrestling Entertainment (2006–presente)

#### Florida Championship Wrestling (2006–2009)
Farrelly fu messo sotto contratto dalla World Wrestling Entertainment dopo aver lottato alcuni dark match. Viene poi mandato alla Florida Championship Wrestling per migliorare le sue abilità, combattendo sempre con il nome di Sheamus O'Shaunessy. Debutta il 2 ottobre 2007, battendo Byron Saxton. Il 17 giugno, ottiene un match titolato per l'FCW Florida Tag Team Championship insieme a Jack Gabriel, ma i campioni Drew McIntyre e Wade Barrett mantengono le cinture.
Il 4 settembre, dopo un anno di permanenza in FCW, batte Jack Swagger e conquista l'FCW Florida Heavyweight Championship. Difende la cintura in diverse occasioni, contro Tyler Reks e Jack Swagger. Inizia poi una rivalità con Michael McGillicutty, che lo sconfiggerà in diverse circostanze ma non gli porterà via il titolo, perdendolo poi l'11 dicembre 2008, quando Eric Escobar vince un fatal 4-way match che includeva anche McGillicutty e Drew McIntyre. In seguito, Sheamus ritorna alla divisione di coppia battendo (insieme a Dolph Ziggler) Escobar e Kofi Kingston. Tenta di nuovo l'assalto ai titoli di coppia, prima insieme a Ryan Reeves e poi con Drew McIntyre, in entrambi i casi senza successo.
Nel suo ultimo match nella FCW prima di passare in pianta stabile alla WWE viene sconfitto da Justin Gabriel in un incontro valido per il titolo.

#### WWE Champion (2009–2010)

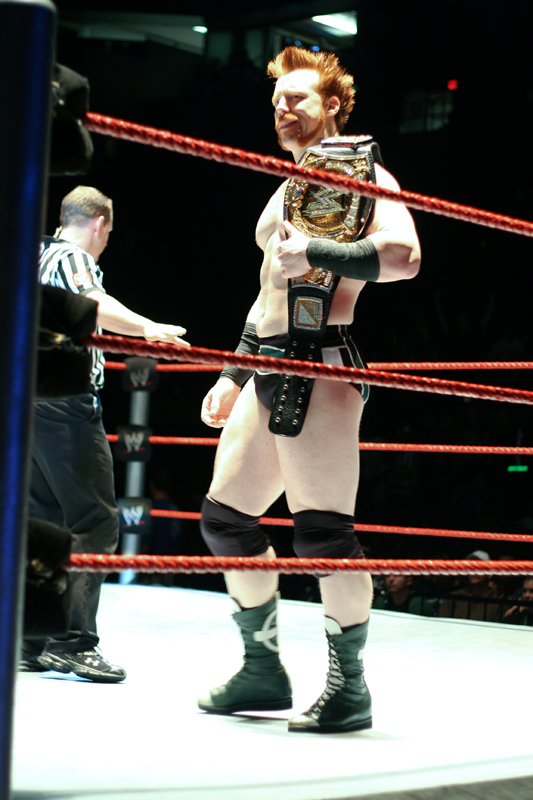
Sheamus nel 2009

Debutta da heel nel roster ECW il 30 giugno 2009 con il ring name "Sheamus" sconfiggendo facilmente il jobber Oliver John. Successivamente viene trasferito nel roster di Raw, esordendo nella puntata del 26 ottobre sconfiggendo Jamie Noble. Il 2 novembre affronta nuovamente Noble ma il match termina in un no contest a causa della brutalità di Sheamus, che aggredisce il suo avversario a tal punto da costringerlo a ritirarsi (kayfabe). Nella puntata di Raw del 24 novembre, nel corso della stessa sera, prima batte Finlay e poi si aggiudica una battle royal con in palio un match titolato per il WWE Championship detenuto da John Cena. A TLC: Tables, Ladders & Chairs riesce a battere Cena in un tables match conquistando il titolo per la prima volta in carriera. Nell'ultima puntata di Raw del 2009, ha luogo il rematch, che viene vinto da Cena per squalifica, pertanto la cintura resta così alla vita di Sheamus. A Royal Rumble, Sheamus supera Randy Orton e mantiene il titolo, perdendolo ad Elimination Chamber, dopo essere stato schienato da Triple H nel corso del match omonimo. In seguito a questa sconfitta, si accanisce contro lo stesso Triple H, attaccandolo più volte. Il 23 marzo, a Raw, Sheamus fa squadra con Cody Rhodes e Ted DiBiase, battendo in un 3-on-2 Handicap match Randy Orton e Triple H. Riprova l'assalto al titolo a WrestleMania XXVI, ma è ancora Triple H a spuntarla.
Archiviata la faida con Triple H, il 27 aprile, prende parte ad un triple treath match per decretare lo sfidante al WWE Championship, che viene vinto da Batista, ma Sheamus si qualifica comunque per il fatal 4-way valido per il titolo, grazie ad una vittoria su Mark Henry, e nel pay-per-view Fatal 4-Way, Sheamus vince l'omonimo match valido per il titolo contro Cena, Edge e Orton e conquista per la seconda volta il WWE Championship. Il 22 giugno, Cena ha la sua rivincita per il titolo ma interviene la stable composta dai membri della prima stagione di NXT, il Nexus, che impedisce l'inizio dell'incontro. A Money in the Bank, Cena e Sheamus si affrontano in uno steel cage match, ma il Nexus impedisce a Cena di ottenere la vittoria. A SummerSlam, affronta Randy Orton, mantenendo il titolo. Difende nuovamente la cintura a Night of Champions, in un 6-pack challenge contro Chris Jericho, Randy Orton, Edge, Cena e Wade Barrett e al termine del match è stato Orton a laurearsi campione WWE e nella successiva rivincita, avvenuta a Hell in a Cell, Orton si riconferma campione.

#### Regni titolati (2010–2012)

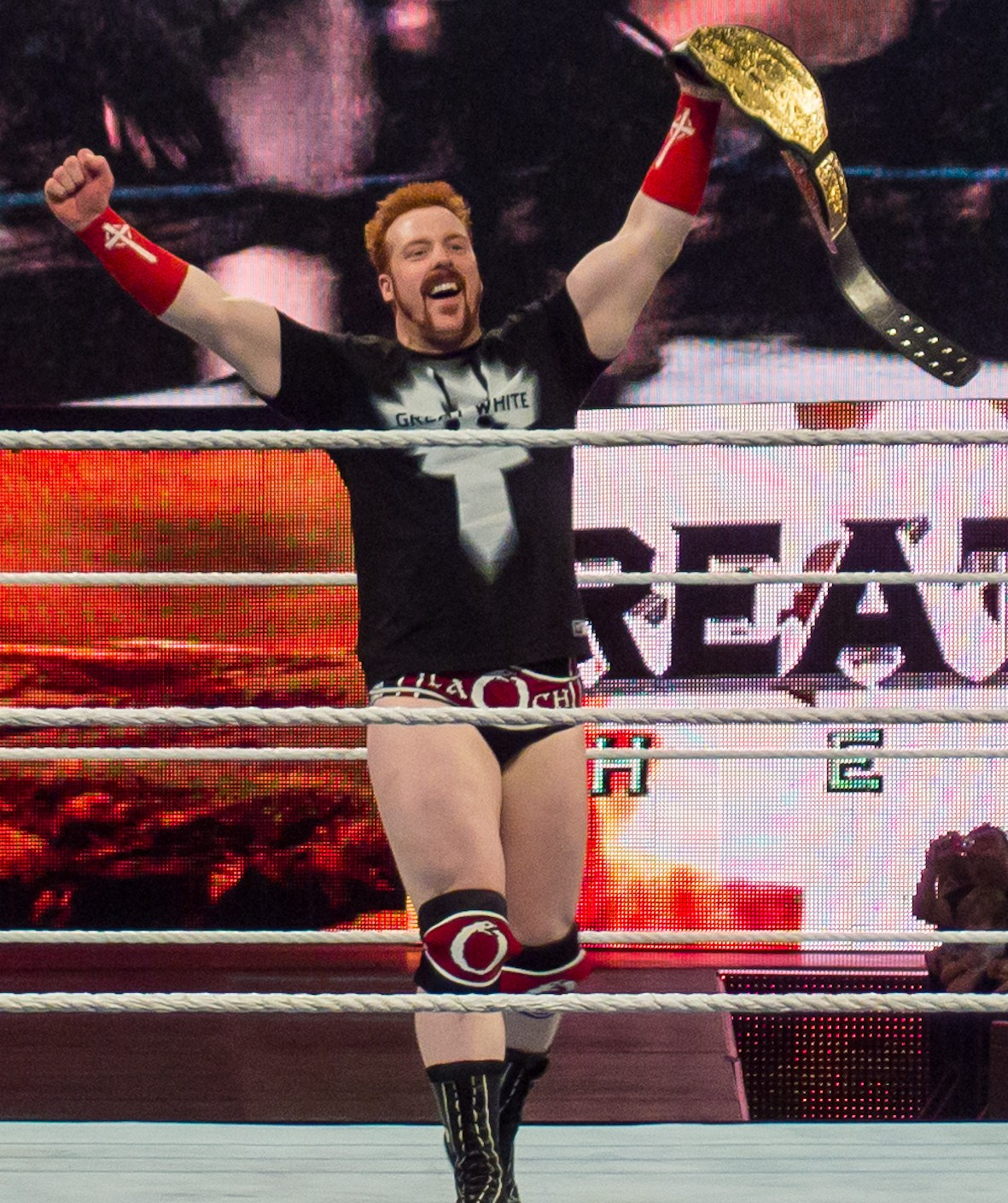
Sheamus nel 2012

A novembre partecipa al King of the Ring, dove sconfigge nel primo turno Kofi Kingston e poi accede direttamente alla finale, in quanto l'incontro tra Drew McIntyre ed Ezekiel Jackson finisce in no contest e in finale riesce a battere John Morrison vincendo il torneo.
Nella puntata di Raw del 7 marzo, viene sconfitto per count out dal campione degli Stati Uniti Daniel Bryan e dopo la fine match, l'irlandese annuncia l'obiettivo di vincere lo United States Championship nella puntata successiva dello show e che, se non ci fosse riuscito, avrebbe lasciato la federazione e la settimana successiva riesce nel suo intento. Successivamente difende con successo il titolo contro Bryan a WrestleMania XXVII e nell'episodio di Raw del 4 aprile. Nel draft viene trasferito nel roster di SmackDown e porta con sé lo United States Championship, che perde ad Extreme Rules contro Kofi Kingston in un tables match dopo 49 giorni di regno. Il 24 maggio, a SmackDown, vince un triple threat match che includeva anche Christian e Mark Henry per sfidare Randy Orton con in palio il World Heavyweight Championship, ma non riesce a vincere il titolo.
Dopo aver effettuato un turn face, ottiene poi un'opportunità per conquistare l'Intercontinental Championship partecipando a una battle royal, ma viene eliminato per ultimo da Cody Rhodes, che mantiene il titolo. Il 27 settembre, a SmackDown, affronta ancora Rhodes, vincendo solo per squalifica.
Dopo una breve faida contro Jinder Mahal, che lo vede vincitore, partecipa al royal rumble match nel pay-per-view omonimo, entrando con il numero 22 e aggiudicandosi la contesa, eliminando per ultimo Chris Jericho. Il 3 febbraio, a SmackDown, dichiara che aspetterà i risultati del prossimo pay-per-view per decidere a quale titolo ambire, scegliendo successivamente il detentore del World Heavyweight Championship e a WrestleMania XXVIII, Sheamus vince il match in diciotto secondi. Difende con successo il titolo nuovamente contro Bryan ad Extreme Rules in un 2-out-3 falls match, ad Over the Limit, contro Chris Jericho, Alberto Del Rio e Randy Orton in un fatal 4-way match, contro Dolph Ziggler a No Way Out e Alberto Del Rio a Money in the Bank. Nelle successive settimane, Ziggler (vincitore del Money in the Bank ladder match) prova a sfruttare la valigetta diverse volte, senza mai riuscire a far cominciare l'incontro per diverse ragioni. Nella puntata di SmackDown del 10 agosto, Sheamus difende la cintura contro Del Rio, ma il match termina in no contest dopo l'intervento di alcuni uomini travestiti da poliziotti, che lo attaccano su ordine del messicano. I due si affrontano ancora a SummerSlam, dove Sheamus mantiene il titolo in maniera rocambolesca. Nelle seguenti puntate di SmackDown, Del Rio si conferma come sfidante al titolo: Del Rio e il suo accompagnatore Ricardo Rodriguez, successivamente, iniziano a lamentarsi della pericolosità del Brogue Kick e inducono il general manager Booker T a renderlo illegale; Sheamus si ritrova così privato della sua mossa finale, ma a Night of Champions, Booker T torna sui suoi passi e rende nuovamente legale il Brogue Kick; Sheamus si impone ancora una volta su Del Rio, mantenendo saldo il suo regno titolato. Archiviata la faida con Del Rio, Big Show diventa il suo nuovo avversario e a Hell in a Cell riesce a strappargli il titolo, terminando il suo regno durato 210 giorni. Ha l'opportunità per riprendersi la cintura a Survivor Series, ma nonostante la vittoria per squalifica, il gigante riesce a mantenere il titolo. Il mese successivo a TLC: Tables, Ladders & Chairs, Big Show mette fine alla faida prevalendo ancora una volta sull'irlandese, dopo averlo colpito con una sedia. perde per la terza volta consecutiva contro il gigante, dopo essere stato colpito da Big Show con una sedia gigante. 

#### Faida con lo Shield e opportunità titolate (2013–2014)
Partecipa all'annuale Royal Rumble match con il numero 11, arrivando a giocarsi la vittoria tra i tre finalisti, ma viene eliminato da Ryback. A Elimination Chamber, insieme a John Cena e Ryback, vengono sconfitti dallo Shield. Sheamus continua la sua faida con lo Shield e trova in Randy Orton un alleato. Dopo aver inizialmente scelto Ryback come terzo loro alleato per affrontare lo Shield a WrestleMania 29, Sheamus e Orton devono ripiegare su Big Show dopo l'annuncio che Ryback avrebbe affrontato Mark Henry a WrestleMania. Nonostante diversi diverbi, il trio ottiene alcune vittorie. Il 7 aprile, a WrestleMania 29, vengono sconfitti dallo Shield e al termine del match Big Show attaccato sia Sheamus che Orton. L'8 aprile, a Raw, il suo match contro Randy Orton finisce in no contest a causa dell'intervento di Big Show che attacca entrambi i wrestler. A Extreme Rules, Sheamus sconfigge Mark Henry in uno Strap match. A Payback l'irlandese sconfigge Damien Sandow, ma il giorno dopo a Raw perde un 2-on-1 Handicap match contro lo stesso Sandow stesso e Cody Rhodes; tuttavia, nella puntata di SmackDown del 28 giugno vince contro Sandow in un Dublin Steet Fight, vincendo la faida. A Money in the Bank non riesce a vincere la valigetta; inoltre, durante il match, viene scaraventato da Daniel Bryan su una scala, che viene letteralmente spezzata in due; questo episodio gli causa un reale infortunio. Nella puntata di Raw del 22 luglio, Sheamus viene sconfitto dal World Heavyweight Champion Alberto Del Rio, ma la gamba di Sheamus era ancora ricoperta da un grande ematoma nero causato dalla caduta nel Money in the Bank ladder match. Da allora starà fuori per circa sei mesi.
Sheamus ritorna all'inizio del 2014 alla Royal Rumble con il numero 17, venendo eliminato da Roman Reigns. Nella puntata di Raw successiva alla Royal Rumble, Sheamus, John Cena e Daniel Bryan sconfiggono lo Shield per squalifica a causa dell'intervento della Wyatt Family che attacca Cena; con questa vittoria i tre face si qualificano per l'Elimination Chamber match all'omonimo pay-per-view, valido per il WWE World Heavyweight Championship; tuttavia, Sheamus viene eliminato per primo da Christian, con cui si sconterà nelle settimane successive, uscendone sempre vittorioso. Sheamus prende poi parte al torneo per determinare il primo sfidante per l'Intercontinental Championship, ma dopo aver sconfitto Jack Swagger viene eliminato nella semifinale da Bad News Barrett. Nella puntata di Raw del 5 maggio, Sheamus vince una 20-man battle royal valida per lo United States Championship decretata da Triple H, eliminando per ultimo il campione Dean Ambrose. Dopo aver difeso con successo il titolo in un rematch a SmackDown contro Ambrose, a Payback Sheamus affronta Cesaro, vincendo con un roll-up e mantenendo la cintura degli Stati Uniti. Nella puntata di Raw del 9 giugno sconfigge Bad News Barrett e si qualifica al Money in the Bank ladder match per il vacante WWE World Heavyweight Championship; tuttavia, il 29 giugno a Money in the Bank non riesce a conquistare il titolo, vinto da John Cena. Dopo aver difeso il titolo contro Alberto Del Rio a SmackDown, a Battleground partecipa alla Battle Royal per il vacante Intercontinental Championship, ma non riesce a vincere. A Night of Champions, Sheamus difende con successo lo United States Championship contro Cesaro, mentre a Hell in a Cell difende il titolo contro The Miz. Nella puntata di Raw del 3 novembre viene sconfitto da Rusev in un match valido per lo United States Championship, perdendo così il titolo dopo 182 giorni. Il 10 novembre, a SmackDown, Sheamus perde per countout il rematch contro Rusev, che mantiene quindi il titolo.
Successivamente ha subito un infortunio che lo ha tenuto lontano dal ring per diversi mesi.

#### League of Nations (2015–2016)

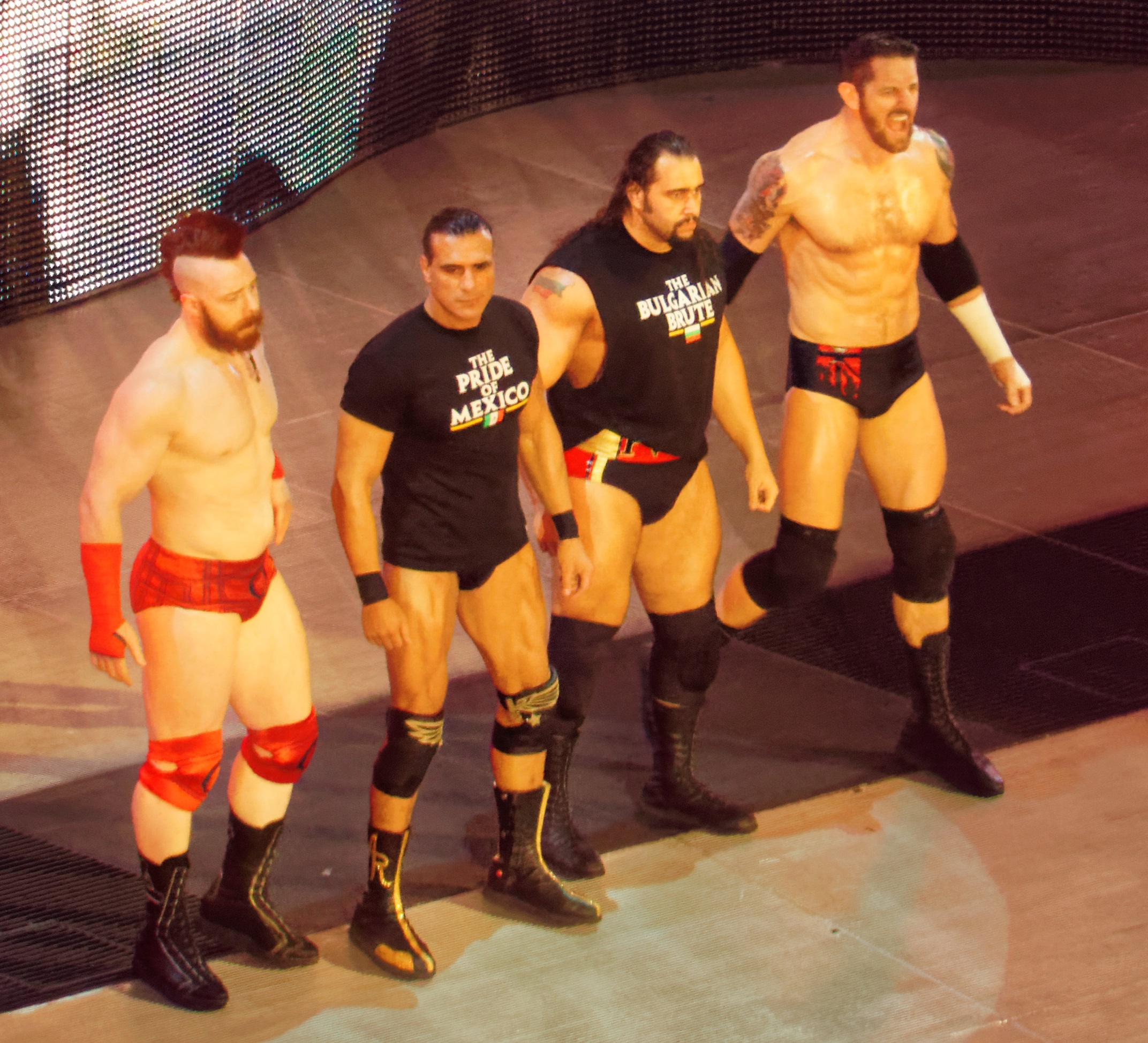
Sheamus (primo a sinistra) insieme alla League of Nations nel 2016

Nella puntata di Raw del 30 marzo 2015 Sheamus ha fatto il suo ritorno con un nuovo taglio mohawk e la barba intrecciata: inizialmente sembra voler salvare Daniel Bryan e Dolph Ziggler dall'attacco di Bad News Barrett, ma poi li attacca lui stesso tornando ad essere heel. L'irlandese ha poi spiegato il suo turn heel e la sua nuova attitude affermando che "l'era degli underdog è finita" e iniziando una faida con Ziggler. Nella puntata di SmackDown del 2 aprile si è presentato sul ring con una nuova musica d'ingresso e ha affrontato Bryan, vincendo per countout dopo che quest'ultimo aveva subito una ferita sanguinante. Due settimane dopo ha annunciato di voler sfidare Ziggler in un Kiss Me Arse match a Extreme Rules, dove è stato sconfitto ma non ha rispettato la stipulazione e ha anzi costretto Ziggler a baciargli il sedere. A Payback Sheamus ha sconfitto Ziggler nella rivincita. A Elimination Chamber ha partecipato all'omonimo match per il vacante Intercontinental Championship, ma è stato l'ultimo wrestler ad essere eliminato da Ryback. A Money in the Bank, Sheamus ha vinto l'omonimo ladder match con in palio la valigetta contenente l'opportunità di avere un match per il WWE World Heavyweight Championship in qualsiasi momento. Ha poi iniziato una faida con Randy Orton che lo ha visto perdere a Battleground e vincere la rivincita a SummerSlam.
Alle Survivor Series, Sheamus ha incassato il contratto del Money in the Bank sconfiggendo Roman Reigns, che aveva appena vinto il titolo vacante nella finale di un torneo, vincendo per la terza volta il WWE World Heavyweight Championship. Nella puntata di Raw del 30 novembre, Sheamus ha difeso con successo il titolo contro Reigns, seppur abbia perso il match per squalifica; al termine del match, ha annunciato di aver formato la propria fazione, nota come The League of Nations, i cui membri hanno come punto in comune il fatto di essere nati in Paesi esteri e di essere diventati wrestler affermati in tutto il globo terrestre. Sheamus ha sconfitto Reigns anche a TLC in un Tables, Ladders and Chairs match, ma ha perso il titolo la sera dopo a Raw in un match che avrebbe previsto il licenziamento (kayfabe) di Reigns nel caso non fosse riuscito a vincere il titolo. Sheamus non è riuscito a riconquistare il titolo contro Reigns nella puntata di Raw del 4 gennaio 2016, nonostante il match fosse arbitrato da Mr. McMahon. Il 24 gennaio ha partecipato all'annuale Royal Rumble match entrando con il numero 29, ma è stato eliminato da Roman Reigns.

A Roadblock del 12 marzo Sheamus e King Barrett hanno affrontato Kofi Kingston e Big E del New Day per il WWE Tag Team Championship ma sono stati sconfitti. 
La League of Nations ha tuttavia trionfato sul New Day in un match non titolato il 3 aprile a WrestleMania 32. Nella successiva puntata di Raw del 4 aprile, però, Sheamus e Barrett sono stati sconfitti da Kingston e Big E del New Day in un match titolato. A seguito di tale sconfitta Sheamus ha accusato Barrett di essere "l'elemento debole" della stable e, con l'aiuto di Rusev e Del Rio, ha colpito l'inglese con un Brogue Kick, sancendo così l'uscita di quest'ultimo dalla stable. Nella puntata di SmackDown del 28 aprile Rusev e Del Rio hanno abbandonato Sheamus durante un Tag Team Match contro Cesaro, Kalisto e Sami Zayn, i quali hanno successivamente vinto per count-out. In seguito i tre restanti membri della League of Nations si sono attaccati a vicenda nel backstage, sancendo così la fine della fazione.
Nella puntata di Raw del 2 maggio ha preso parte ad una 20-man Battle Royal per decretare lo sfidante allo United States Championship, detenuto da Kalisto, ma è stato eliminato da Alberto Del Rio. Nella puntata di Raw del 23 maggio è stato sconfitto da Sami Zayn, il quale si è qualificato per il Money In the Bank Ladder match dell'omonimo pay-per-view. Il 19 giugno a Money in the Bank Sheamus viene sconfitto da Apollo Crews. Nella puntata di SmackDown del 30 giugno Sheamus partecipa ad un Fatal 4-Way match per decretare lo sfidante allo United States Championship di Rusev che comprendeva anche Alberto Del Rio, Apollo Crews e Cesaro ma è stato proprio quest'ultimo ad aggiudicarsi la contesa.

#### Alleanza con Cesaro (2017–2019)

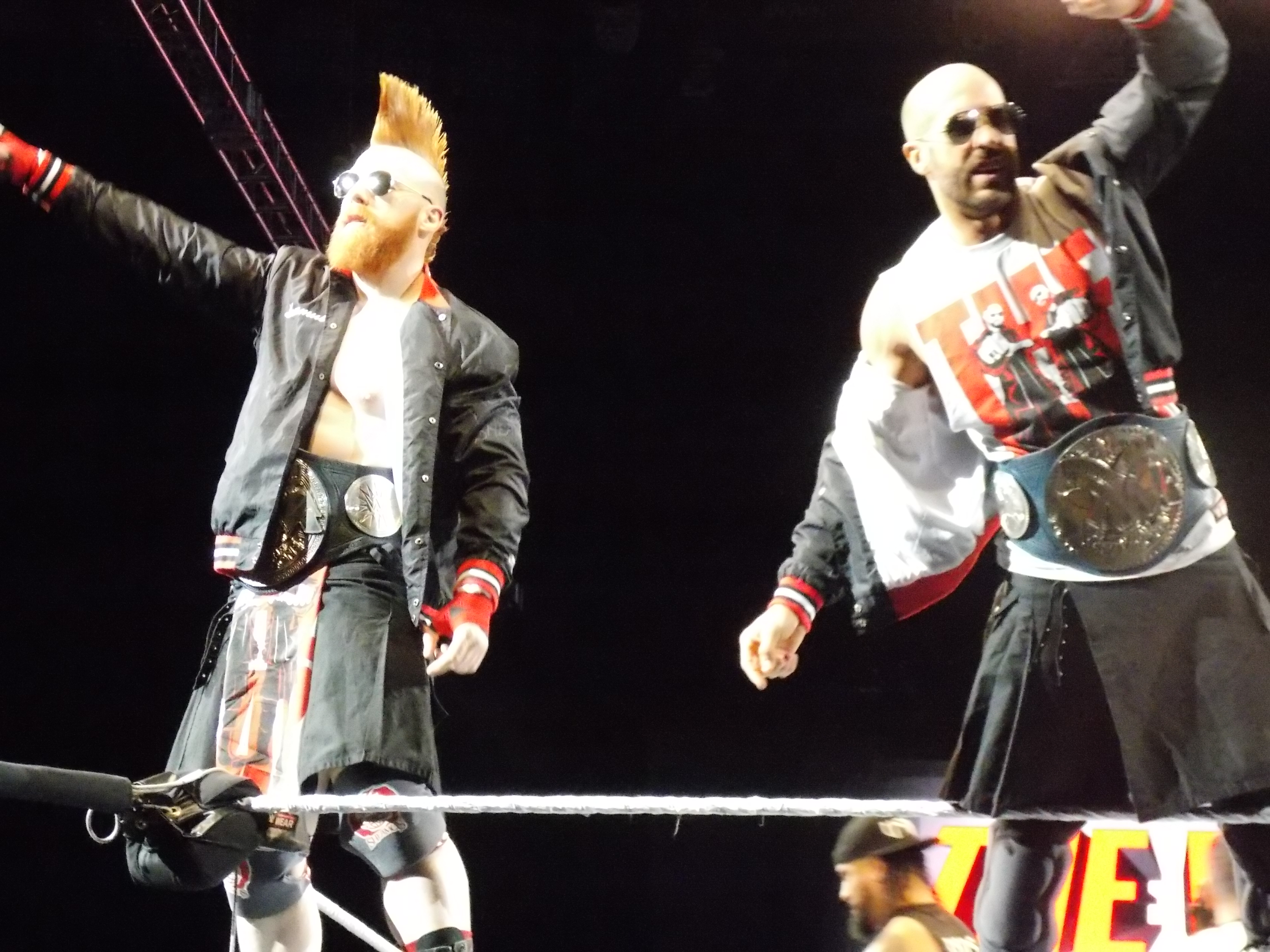
Sheamus (a sinistra) insieme a Cesaro (a destra) nel 2019

Con la Draft Lottery avvenuta nella puntata di SmackDown del 19 luglio, Sheamus passò al roster di Raw. Nella puntata di Raw del 25 luglio prese ad un Fatal 4-Way match contro Chris Jericho, Roman Reigns e Sami Zayn per determinare lo sfidante di Finn Bálor per quella stessa sera (il vincitore avrebbe affrontato Seth Rollins per l'assegnazione del nuovo Universal Championship a SummerSlam) ma fu Reigns ad aggiudicarsi la vittoria. Sheamus iniziò in seguito una faida con Cesaro: i due, il 21 agosto a SummerSlam, si affrontarono nel primo match del Best of Seven Series e ad aggiudicarsi la vittoria di questo loro primo incontro fu Sheamus. Il 25 settembre, a Clash of Champions, però, il match tra Cesaro e Sheamus terminò in un no-contest. La sera dopo, a Raw, il General Manager Mick Foley annunciò la fine del Best of Seven Series con un pareggio ma sia Cesaro che Sheamus, furibondi per questa situazione, pretesero entrambi maggior considerazione chiedendo un match titolato e Foley, per accontentarli, decise di unirli in un tag team e mandarli a competere per il Raw Tag Team Championship (con grande disappunto dei due). Dopo alcune vittorie di poco conto, il 30 ottobre, a Hell in a Cell, Cesaro e Sheamus andarono contro Big E e Xavier Woods del New Day, detentori del Raw Tag Yeam Championship insieme a Kofi Kingston, sconfiggendoli per squalifica e senza il cambio di titolo. Nella puntata di Raw del 31 dicembre Cesaro e Sheamus presero parte ad una Battle Royal per determinare l'ultimo membro del Team Raw per Survivor Series ma vennero eliminati. Il 20 novembre, a Survivor Series, Cesaro e Sheamus presero parte al 10-on-10 Traditional Survivor Series Tag Team Elimination match come parte del Team Raw contro il Team SmackDown, risultando essere gli ultimi sopravvissuti del loro team dopo aver eliminato gli Usos. Nella puntata di Raw del 21 novembre Cesaro e Sheamus affrontarono Big E e Kingston del New Day per il Raw Tag Team Championship ma, a causa della distrazione di Woods, vennero sconfitti. Nella puntata di Raw del 5 dicembre Cesaro e Sheamus se la videro con Luke Gallows e Karl Anderson per determinare gli sfidanti al Raw Tag Team Championship ma il match terminò in doppia squalifica causa dell'intervento del New Day. Nella puntata di Raw del 12 dicembre Cesaro e Sheamus hanno affrontato Big E e Kingston del New Day e Gallows e Anderson in un Triple Threat Tag Team match per il Raw Tag Team Championship ma vennero sconfitti. Il 14 dicembre, a Tribute to the Troops, Cesaro e Sheamus vinsero un Fatal 4-Way Tag Team match che includeva anche Luke Gallows e Karl Anderson, gli Shining Stars e i Golden Truth (Goldust e R-Truth), diventando gli sfidanti al Raw Tag Team Championship del New Day. Il 18 dicembre, a Roadblock: End of the Line, Cesaro e Sheamus riuscirono a trionfare su Big E e Kingston del New Day, vincendo il Raw Tag Team Championship; si tratta del secondo titolo di coppia in WWE per Cesaro e il primo per Sheamus. Nella puntata di Raw del 26 dicembre Cesaro e Sheamus difesero i titoli contro Kingston e Woods del New Day. Nella puntata di Raw del 16 gennaio Cesaro e Sheamus vennero sconfitti da Gallows e Anderson per squalifica ma mantennero comunque i titoli. Il 29 gennaio, nel Kick-off dell Royal Rumble, Cesaro e Sheamus persero i titoli a favore di Gallows e Anderson dopo 42 giorni di regno; quella stessa sera, Sheamus partecipò al Royal Rumble match entrando col numero 16 ma venne eliminato da Chris Jericho. Nella puntata di Raw del 6 febbraio Cesaro e Sheamus vennero sconfitti per squalifica da Gallows e Anderson a causa dell'intervento di Big Cass ai danni di Anderson, fallendo l'assalto ai titoli. Nella puntata di Raw del 20 febbraio Cesaro e Sheamus vennero sconfitti da Enzo Amore e Big Cass, che divennero gli sfidanti al Raw Tag Team Championship di Gallows e Anderson per Fastlane. Il 5 marzo, a Fastlane, Cesaro prevalse su Jinder Mahal. Nella puntata di Raw del 13 marzo il match tra Cesaro e Sheamus e Enzo e Cass per determinare gli sfidanti al Raw Tag Team Championship di Luke Gallows e Karl Anderson per WrestleMania 33 terminò in doppia squalifica a causa dell'intervento dei campioni ad entrambi i tag team. Il 2 aprile, a WrestleMania 33, Cesaro e Sheamus affrontarono Gallows e Anderson, Enzo Amore e Big Cass e i rientranti Hardy Boyz in un Fatal 4-Way Ladder match per il Raw Tag Team Championship ma il match venne vinto dai fratelli Hardy. Nella puntata di Raw del 3 aprile Cesaro e Sheamus sconfissero Enzo e Cass, diventando gli sfidanti al Raw Tag Team Championship degli Hardy Boyz. Il 30 aprile, a Payback, Cesaro e Sheamus se la videro con gli Hardy Boyz per il Raw Tag Team Championship ma vennero sconfitti; nel post match, però, Cesaro effettuò un turn heel attaccando gli Hardyz insieme a Sheamus. Nella puntata di Raw dell'8 maggio Cesaro e Sheamus vinsero un Tag Team Turmoil match per determinare gli sfidanti al Raw Tag Team Championship degli Hardy Boyz eliminando tutti i precedenti tag team. Il 4 giugno, a Extreme Rules, Cesaro e Sheamus prevalsero sugli Hardy Boyz in uno Steel Cage match uscendo dalla gabbia, conquistando così il Raw Tag Team Championship per la seconda volta. Nella puntata di Raw del 12 giugno Cesaro e Sheamus mantennero i titoli contro gli Hardy Boyz in un 2-out-of-3 Falls match, anche se esso terminò in doppio count-out sul punteggio di 1-1. Il 9 luglio, a Great Balls of Fire, Cesaro e Sheamus conservarono nuovamente le cinture di coppia contro gli Hardy Boyz in un 30-minute Iron Man match vinto per 4-3. Il 20 agosto, a SummerSlam, Cesaro e Sheamus persero i titoli contro Dean Ambrose e Seth Rollins dopo 77 giorni di regno. Il 24 settembre, a No Mercy, Cesaro e Sheamus affrontarono nuovamente Ambrose e Rollins per ilRaw Tag Team Championship ma persero. Nella puntata di Raw del 16 ottobre Cesaro e Sheamus ebbero una rivincita titolata per il Raw Tag Team Championship contro Ambrose e Rollins ma vennero sconfitti. Il 22 ottobre, a TLC: Tables, Ladders & Chairs, Cesaro, Sheamus, Braun Strowman, Kane e The Miz vennero sconfitti da Dean Ambrose, Seth Rollins e Kurt Angle in un 5-on-3 Handicap Tables, Ladders and Chairs match. Nella puntata di Raw del 6 novembre Cesaro e Sheamus ebbero finalmente la meglio su Ambrose e Rollins conquistando il Raw Tag Team Championship per la terza volta. Il 19 novembre, a Survivor Series, Cesaro e Sheamus persero contro gli SmackDown Tag Team Champions, gli Usos. Nella puntata di Raw del 4 dicembre Cesaro e Sheamus conservarono i titoli contro Ambrose e Rollins in un No Disqualification match grazie all'aiuto di Samoa Joe. Nella puntata di Raw del 25 dicembre Cesaro e Sheamus persero i titoli contro Jason Jordan e Seth Rollins dopo 49 giorni di regno. Il 28 gennaio, alla Royal Rumble, Cesaro e Sheamus trionfarono su Jordan e Rollins conquistando il Raw Tag Team Championship per la quarta volta; quella stessa sera, inoltre, Sheamus prese parte al Royal Rumble match entrando col numero 11 e venendo eliminato da Heath Slater. Nella puntata di Raw del 29 gennaio Cesaro e Sheamus mantennero le cinture contro il Titus Worldwide (Apollo e Titus O'Neil). Nella puntata di Raw del 5 febbraio Cesaro e Sheamus sconfissero Roman Reigns e Seth Rollins per squalifica grazie all'intervento involontario di Jason Jordan mantenendo i titoli. Il 25 febbraio, a Elimination Chamber, Cesaro e Sheamus difesero le cinture contro il Titus Worldwide. L'8 aprile, a WrestleMania 34, Cesaro e Sheamus persero i titoli di coppia a favore di Braun Strowman e Nicholas (un bambino di dieci anni scelto fra il pubblico dallo stesso Strowman) dopo 70 giorni di regno. Con lo Shake-up del 17 aprile Cesaro e Sheamus passarono al roster di SmackDown. Il 27 aprile, a Greatest Royal Rumble, Cesaro e Sheamus affrontarono Bray Wyatt e Matt Hardy (appartenenti al roster di Raw) per il vacante Raw Tag Team Championship ma vennero sconfitti. Nella puntata di SmackDown del 31 luglio Cesaro e Sheamus sconfissero gli Usos nella semifinale di un torneo per determinare gli sfidanti allo SmackDown Tag Team Championship dei Bludgeon Brothers. Tuttavia, nella puntata di SmackDown del 7 agosto Cesaro e Sheamus vennero sconfitti da Big E e Kingston del New Day nella finale del suddetto torneo. Il 6 ottobre, a Super Show-Down, Cesaro e Sheamus se la videro con Kingston e Woods del New Day per lo SmackDown Tag Team Championship ma vennero sconfitti. Nella puntata di SmackDown 1000 del 16 ottobre Cesaro e Sheamus ebbero poi la meglio su Big E e Woods del New Day (grazie all'aiuto di Big Show) conquistando così lo SmackDown Tag Team Championship per la prima volta. Il 2 novembre, a Crown Jewel, Cesaro e Sheamus conservarono i titoli contro Big E e Kingston del New Day. Il 16 dicembre, a TLC: Tables, Ladders & Chairs, Cesaro e Sheamus riuscirono a difendere i titoli di coppia in un Triple Threat Tag Team match contro Kingston e Woods del New Day e gli Usos. Il 27 gennaio 2019, alla Royal Rumble, Cesaro e Sheamus persero le cinture contro The Miz e Shane McMahon dopo 103 giorni di regno. Il 10 marzo, a Fastlane, Cesaro e Sheamus ebbero la meglio sul solo Kofi Kingston in un 2-on-1 Handicap match. Il 7 aprile, a WrestleMania 35, Cesaro e Sheamus parteciparono ad un Fatal 4-Way Tag Team match per lo SmackDown Tag Team Championship che comprendeva anche i campioni, gli Usos, Aleister Black e Ricochet e Rusev e Shinsuke Nakamura ma il match venne vinto dagli stessi Usos.
Il 22 aprile l'alleanza fra Cesaro e Sheamus terminò dopo il passaggio a Raw del primo e una commozione cerebrale del secondo.

#### Varie faide (2019–2021)
Dopo una lunghissima assenza di quasi otto mesi, dalla puntata di SmackDown del 29 novembre vennero mandati in onda dei video sull'imminente ritorno di Sheamus, con questi che ritornò al suo vecchio look (abbandonando dunque il suo taglio mohawk adottato dal 2015). Nella puntata di SmackDown del 3 gennaio 2020 Sheamus fece il suo ritorno al termine dell'incontro tra Dash Wilder e Shorty G (vinto da quest'ultimo); inizialmente sembrò voler aiutare Shorty G dall'attacco dei Revival, ma poi lo colpì col Brogue Kick, confermando il suo status di heel. Il 26 gennaio, nel Kick-off della Royal Rumble, Sheamus sconfisse poi Shorty G. Nella puntata di SmackDown del 22 maggio Sheamus venne sconfitto da Jeff Hardy nei quarti di finale del torneo per la riassegnazione del vacante Intercontinental Championship. Nella puntata di SmackDown del 29 maggio Sheamus vinse una 10-man Battle Royal per ottenere il posto vacante nelle semifinali del torneo per il vacante Intercontinental Championship eliminando per ultimo Jey Uso, prendendo il posto di Jeff Hardy, arrestato per aver investito Elias (kayfabe); poco dopo, Sheamus venne sconfitto da Daniel Bryan nella semifinale del torneo a causa della distrazione dello stesso Hardy. Il 14 giugno, a Backlash, Sheamus trionfò poi su Hardy. Nella puntata di SmackDown del 24 luglio Sheamus venne sconfitto da Jeff in un barr fight match. Il 30 agosto, a Payback, Sheamus venne sconfitto da Big E.
Nella puntata di SmackDown del 4 settembre Sheamus partecipò ad un Fatal 4-Way match che comprendeva anche Jey Uso, King Corbin e Matt Riddle per determinare lo sfidante all'Universal Championship di Roman Reigns ma il match venne vinto da Jey. Nella puntata di SmackDown del 9 ottobre Sheamus venne nuovamente sconfitto da Big E in un Falls Count Anywhere match. Il 12 ottobre, per effetto del Draft, Sheamus passò al roster di Raw. Nella puntata di Raw del 26 ottobre Sheamus sconfisse Matt Riddle qualificandosi per il Team Raw per Survivor Series. Il 22 novembre, a Survivor Series, Sheamus partecipò al tradizionale 5-on-5 Survivor Series Elimination match come parte del Team Raw contro il Team SmackDown trionfando assieme ai suoi compagni. Nella puntata di Raw del 23 novembre Sheamus venne sconfitto da Riddle in un match di qualificazione ad un Triple Threat match per determinare lo sfidante al WWE Championship di Drew McIntyre. Nella puntata di Raw del 28 dicembre Sheamus venne sconfitto da Keith Lee in un match che avrebbe garantito al vincitore un'opportunità titolata al WWE Championship di Drew McIntyre. Il 31 gennaio 2021, alla Royal Rumble, Sheamus partecipò all'omonimo incontro entrando col numero 27 ma venne eliminato da Braun Strowman.
Nella puntata di Raw del 15 febbraio Sheamus partecipò e vinse un Gauntlet match per determinare l'ultimo entrante nell'Elimination Chamber match eliminando per ultimo il WWE Champion Drew McIntyre. Il 21 febbraio, a Elimination Chamber, Sheamus partecipò all'Elimination Chamber match per il WWE Championship che comprendeva anche il campione Drew McIntyre, AJ Styles, Jeff Hardy, Kofi Kingston e Randy Orton ma venne eliminato da Styles. Il 21 marzo, a Fastlane, Sheamus venne sconfitto da McIntyre in un No Holds Barred match. L'11 aprile, nella seconda serata di WrestleMania 37,  Sheamus sconfisse Riddle conquistando lo United States Championship per la terza volta.
Il 16 maggio, nel Kick-off di WrestleMania Backlash, Sheamus sconfisse Ricochet in un match non titolato. In seguito, dopo un infortunio al setto nasale, Sheamus venne scostretto ad indossare una maschera protettiva al naso. Nella puntata di Raw del 12 luglio Sheamus difese il titolo statunitense contro Humberto Carrillo in poco tempo dopo averlo precedentemente attaccato nel backstage. Il 21 agosto, a SummerSlam, Sheamus perse la cintura statunitense contro Damian Priest dopo 132 giorni di regno. Nella puntata di Raw del 30 agosto Sheamus tentò di riconquistare lo United States Championship in un Triple Threat match contro il campione Damian Priest e Drew McIntyre ma fu Priest a prevalere. Il 26 settembre, ad Extreme Rules, Sheamus prese parte ad un Triple Threat match per il titolo degli Stati Uniti che comprendeva anche il campione Damian Priest e Jeff Hardy ma il match venne vinto da Priest. La sera dopo, a Raw, Sheamus venne sconfitto da Priest in un No Disqualification match per lo United States Championship.

#### The Brawling Brutes (2021–2023)
Il 4 ottobre, per effetto del Draft, Sheamus passò al roster di SmackDown. Nella puntata di SmackDown del 19 novembre vinse un fatal 4-way match che comprendeva anche Cesaro, Jinder Mahal e Ricochet per un posto nel Team SmackDown per Survivor Series grazie all'intervento di Ridge Holland, che in seguito si alleò con lo stesso Sheamus. Il 21 novembre, a Survivor Series, partecipò al tradizionale 5-on-5 Survivor Series elimination match ma venne eliminato da Austin Theory.
Nella puntata di SmackDown del 24 dicembre partecipò ad un gauntlet match per determinare lo sfidante all'Intercontinental Championship di Shinsuke Nakamura ma, dopo aver eliminato Cesaro, Drew Gulak e Ivar, venne eliminato da Ricochet. Alla Royal Rumble, partecipò al match omonimo entrando col numero 17 ma venne eliminato da Bad Bunny. Dopo che anche Butch si unì a Sheamus e Holland, formando i Brawling Brutes, il 3 aprile, nella seconda serata di WrestleMania 38, Sheamus e Holland trionfarono sul New Day. Il 2 luglio, a Money in the Bank, Sheamus prese parte al Money in the Bank ladder match che comprendeva anche Drew McIntyre, Madcap Moss, Omos, Seth Rollins e Theory ma fu quest'ultimo a vincere la contesa e la valigetta. Nella puntata di SmackDown del 29 luglio Sheamus perse contro Drew McIntyre in un good old fashioned donnybrook match valevole per una futura opportunità titolata all'Undisputed WWE Universal Championship a Clash at the Castle. Il 19 agosto, a SmackDown, Sheamus vinse un fatal 5-way match che comprendeva anche Happy Corbin, Madcap Moss, Ricochet e Sami Zayn, diventando lo sfidante di Gunther per l'Intercontinental Championship a Clash at the Castle. Dopo diversi attacchi nelle settimane successive, all'evento gallese, non riuscì a conquistare il titolo. Nella puntata di SmackDown del 7 ottobre Sheamus affrontò nuovamente Gunther per il titolo ma, complici la distrazione di Giovanni Vinci e Ludwig Kaiser e una scorrettezza di Gunther, perse l'incontro. L'8 ottobre, ad Extreme Rules, i Brawling Brutes prevalsero sull'Imperium in un good old fashioned donnybrook match.
Il 26 novembre, a Survivor Series WarGames, i Brawling Brutes, Drew McIntyre e Kevin Owens vennero sconfitti da Roman Reigns, Sami Zayn, Solo Sikoa e gli Usos in un WarGames match.
Il 28 gennaio, a Royal Rumble, partecipò all'incontro omonimo entrando col numero 2 ma venne eliminato da Drew McIntyre e Gunther dopo una lunga permanenza. Nella puntata di SmackDown del 10 marzo prese parte ad un fatal 5-way match per determinare lo sfidante di Gunther per l'Intercontinental Championship a WrestleMania 39 insieme a Karrion Kross, LA Knight, Drew McIntyre e Xavier Woods ma il match terminò con un doppio schienamento tra McIntyre e Sheamus. Questo portò ad un match tra i due che terminò in no contest a causa dell'intervento dell'Imperium e di conseguenza, si optò per un triple threat match insieme a Gunther e a McIntyre ma fu il primo a prevalere mantenendo il titolo.
Il 12 maggio, a SmackDown, prese parte ad un triple threat match valevole per la semifinale del torneo per il nuovo World Heavyweight Championship insieme ad Austin Theory e Bobby Lashley ma fu quest'ultimo a trionfare. Il 26 maggio, a SmackDown, fallì l'assalto allo United States Championship di Austin Theory, il quale mantenne scorrettamente il titolo grazie all'aiuto dei Pretty Deadly. Il 7 luglio, sempre a SmackDown, tentò nuovamente l'assalto al titolo degli Stati Uniti di Austin Theory ma venne sconfitto a causa dell'ennesimo intervento dei Pretty Deadly.
Il 18 agosto a Smackdown lottò contro Edge nell'ultimo match in WWE di quest'ultimo, ma è stato sconfitto. Dopo oltre un mese di assenza, è stato comunicato che Sheamus aveva subito un grave infortunio alla spalla e che sarebbe rimasto fuori a lungo.

#### Ritorno alla competizione singola (2024–presente)
Ritornò dall'infortunio nell'episodio di Raw del 15 aprile 2024, dove ha sconfitto Ivar. Il 26 aprile, nella prima serata del draft, è stato confermato nel roster rosso.
Dopo una breve faida contro Pete Dunne, Sheamus si concentrò sulla conquista dell'Intercontinental Championship, l'unico titolo WWE che non ha mai detenuto, portando a diversi match con il campione in carica Bron Breakker, di cui uno terminato in squalifica a causa dell'intervento di Ludwig Kaiser. Questo portò ad un match a tre a Survivor Series: WarGames dove Breakker è riuscito a mantenere la cintura. L'irlandese ebbe una seconda occasione per il titolo di Breakker ma esce sconfitto anche a Saturday Night's Main Event. 
Dopo circa quattro mesi di assenza da eventi televisivi, Sheamus torna sul ring sconfiggendo prima Austin Theory e poi Grayson Waller.

## Vita privata
Durante gli anni del liceo ha praticato il rugby e il calcio gaelico. Prima di diventare wrestler lavorava come tecnico informatico.
Grande appassionato di calcio ha spesso dichiarato il suo amore per il Liverpool ma ha anche espresso la sua simpatia verso la Sampdoria.
Nel 2021 si è fidanzato con Isabella Revilla, che ha sposato il 28 ottobre 2022.

## Personaggio

### Mosse finali

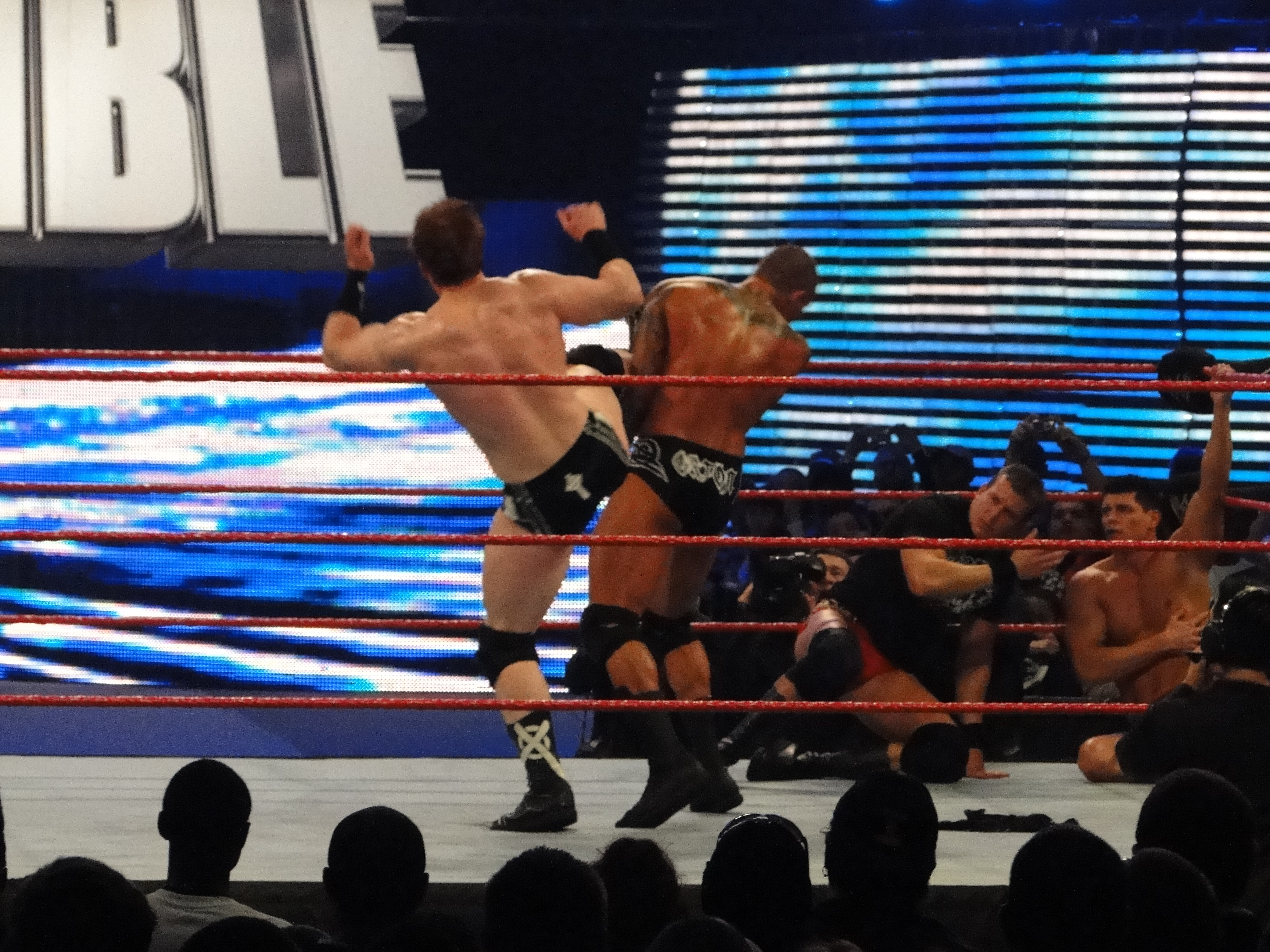
Sheamus mentre esegue il Brogue Kick su Randy Orton

- Brogue Kick (Running bicycle kick) – 2009–presente
- Celtic Slam (Death valley driver) – 2002–2006
- The FRH (Leg trap chokebomb) – 2002–2006
- High Cross (Running crucifix powerbomb) – 2010–2011

### Soprannomi
- "The Celtic Conqueror"
- "The Celtic King"
- "The Celtic Warrior"
- "The Great White"
- "The Irish Curse"
- "Mr. Money in the Bank"
- "S.O.S."

## Titoli e riconoscimenti
- Florida Championship Wrestling

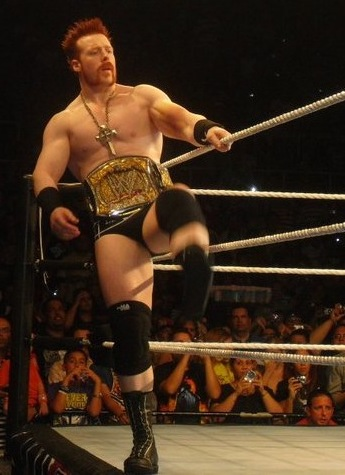
Sheamus con il WWE Championship, titolo che ha detenuto tre volte

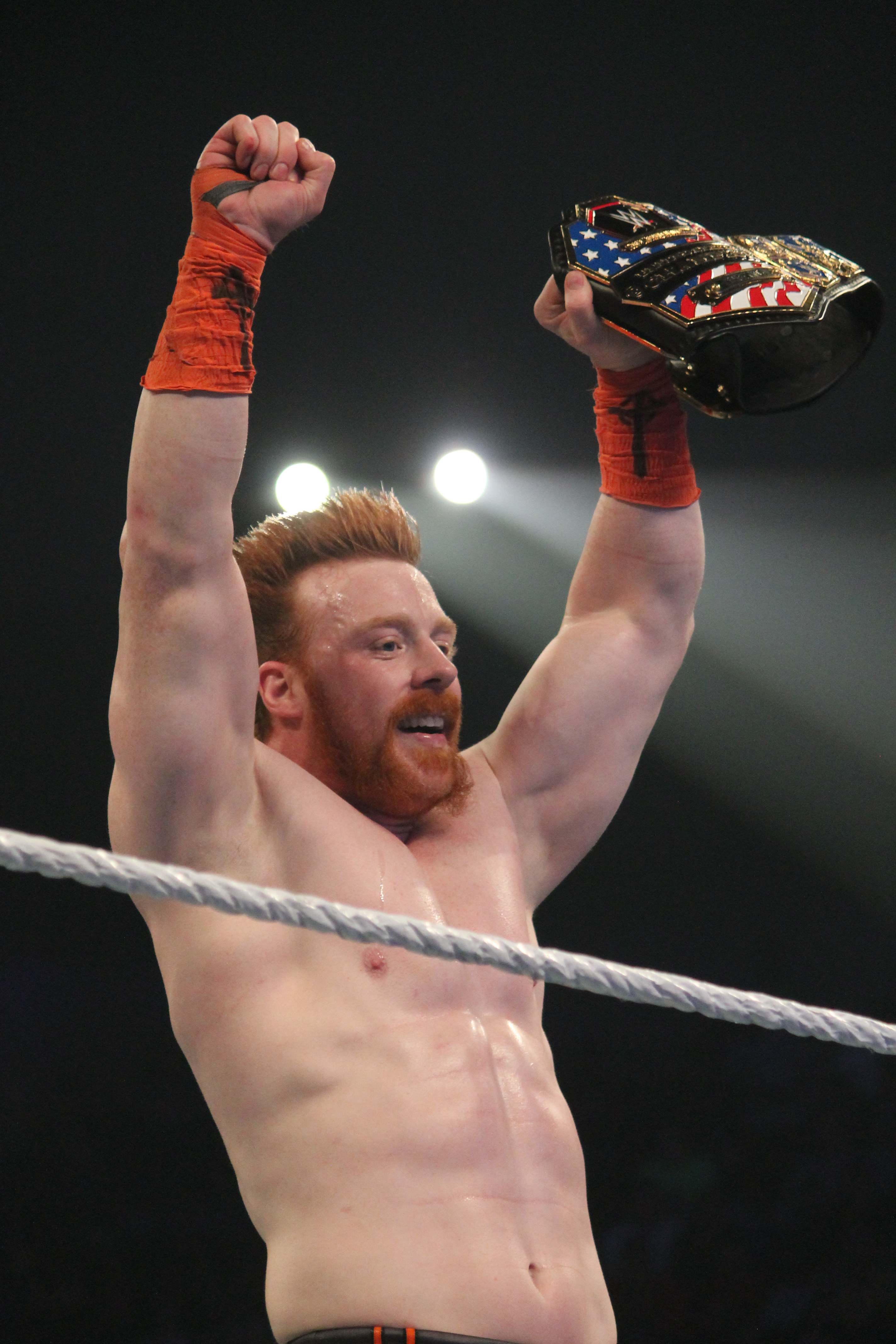
Sheamus con lo United States Championship, titolo che ha detenuto tre volte

  - FCW Florida Heavyweight Championship (1)
- Irish Whip Wrestling
  - IWW International Heavyweight Championship (2)
- Pro Wrestling Illustrated
  - 5º tra i 500 migliori wrestler singoli nella PWI 500 (2012)
- Rolling Stone
  - Lame Duck of the Year (2015)
  - Most Welcome Heel Turn (2015) - ex aequo con Naomi
- WWE
  - WWE Raw Tag Team Championship (4) – con Cesaro[63]
  - WWE Championship (3)[64][65]
  - WWE United States Championship (3)[66]
  - World Heavyweight Championship (1)[67]
  - WWE SmackDown Tag Team Championship (1) – con Cesaro[68]
  - King of the Ring (edizione 2010)
  - Royal Rumble (edizione 2012)
  - Money in the Bank (edizione 2015)
  - Slammy Award/Year–End Award (5)
    - Breakout Star of the Year (edizione 2009)
    - Superstar/Diva Most in Need of Make-up (edizione 2010)
    - Outstanding Achievement in Muppet Resemblance (edizione 2011)
    - Feat of Strenght of the Year (edizione 2012)
    - Tag Team of the Year (edizione 2018) - con Cesaro
- Wrestling Observer Newsletter
  - Most Improved (2010)

## Filmografia

### Attore

#### Cinema
- Prison Escape (The Escapist), regia di Rupert Wyatt (2008)
- Assault of Darkness (Legend of the Bog), regia di Brendan Foley (2009)
- Tartarughe Ninja - Fuori dall'ombra (Teenage Mutant Ninja Turtles: Out of the Shadows), regia di Dave Green (2016)
- Una famiglia al tappeto (Fighting with My Family), regia di Stephen Merchant (2019)
- Sognando il ring (The Main Event), regia di Jay Karas (2020)

#### Televisione
- Royal Pains - serie TV, episodio 7x07 (2014)
- NCIS: Los Angeles - serie TV, episodio 14x15 (2023)

### Doppiatore
- Scooby-Doo! e WWE - La corsa dei mitici Wrestlers, regia di Tim Divar (2016)
- The Jetsons & WWE - Robo-WrestleMania!, regia di Anthony Bell (2017)

## Doppiatori italiani
Nelle versioni in italiano delle opere in cui ha recitato, Sheamus è stato doppiato da:
- Carlo Scipioni in Tartarughe Ninja - Fuori dall'ombra
- Alessandro Ballico in NCIS: Los Angeles